# Callonotacris caeruleipennis
Callonotacris caeruleipennis är en insektsart som beskrevs av Liebermann 1944. Callonotacris caeruleipennis ingår i släktet Callonotacris och familjen Romaleidae. Inga underarter finns listade i Catalogue of Life.